# Allen voor de Overwinning
Allen voor de Overwinning (Todos por la Victoria) was een politieke partij in Peru.
Tijdens de verkiezingen van 2001 won de partij 2,0% van de stemmen, waarmee het een van de 120 zetels in het Peruviaanse congres behaalde. De presidentskandidaat van de partij, Ricardo Noriega Salaverry, behaalde tijdens deze verkiezingen slechts 0,3% van de stemmen.
Op 4 januari 2005 werd de inschrijving van de partij bij de verkiezingsraad (Jurado Nacional de Elecciones) opnieuw bekrachtigd, hoewel ze niet meedeed aan de verkiezingen van 2006.